# Everglades City
Everglades City, ou plus simplement Everglades, est une localité du comté de Collier en Floride dont la population était de 479 habitants lors du recensement de 2000